# Матвеевка (Курганская область)
Матвеевка — село в Целинном муниципальном округе Курганской области России.

## География
Село находится на юго-западе Курганской области, в пределах юго-западной части Западно-Сибирской равнины, в лесостепной зоне, на берегах озера Матвеевского, на расстоянии примерно 5 километров (по прямой) к северу от села Целинного, административного центра округа. Абсолютная высота — 170 метров над уровнем моря.

### Климат
Климат характеризуется как резко континентальный, с холодной продолжительной малоснежной зимой и жарким сухим летом. Средняя продолжительность безморозного периода составляет 113 дней. Среднегодовое количество атмосферных осадков — 397мм.

### Часовой пояс
Село Матвеевка, как и вся Курганская область, находится в часовой зоне МСК+2. Смещение применяемого времени относительно UTC составляет +5:00.

## История
До 1917 года входило в состав Ново-Кочердыкской волости Челябинского уезда Оренбургской губернии. По данным на 1926 год деревня Матвеевка состояла из 149 хозяйств. В административном отношении входила в состав Ново-Кочердыкского сельсовета Усть-Уйского района Челябинского округа Уральской области.

## Население
| 1989 | 2002 | 2010 | 2012 | 2013 | 2014 | 2015 |
| ---- | ---- | ---- | ---- | ---- | ---- | ---- |
| 935  | ↘788 | ↘622 | ↘585 | ↘564 | ↘555 | ↘545 |
| 2016 | 2017 | 2018 | 2019 | 2020 |      |      |
| ↘523 | →523 | ↗536 | ↘520 | ↘511 |      |      |

По данным переписи 1926 года в деревне проживало 728 человек (364 мужчины и 364 женщины), в том числе: русские составляли 99 % населения.

### Гендерный состав
По данным Всероссийской переписи населения 2010 года в гендерной структуре населения мужчины составляли 46 %, женщины — соответственно 54 %.

### Национальный состав
Согласно результатам Всероссийской переписи населения 2002 года, в национальной структуре населения русские составляли 89 %.